# Marília Airport
Marília Airport är en flygplats i Brasilien.   Den ligger i kommunen Marília och delstaten São Paulo, i den södra delen av landet, 700 km söder om huvudstaden Brasília. Marília Airport ligger 643 meter över havet.
Terrängen runt Marília Airport är kuperad söderut, men norrut är den platt. Marília Airport ligger uppe på en höjd. Runt Marília Airport är det ganska glesbefolkat, med 47 invånare per kvadratkilometer.. Närmaste större samhälle är Marília, 2,7 km sydväst om Marília Airport.
Omgivningarna runt Marília Airport är huvudsakligen savann.